# Sahel

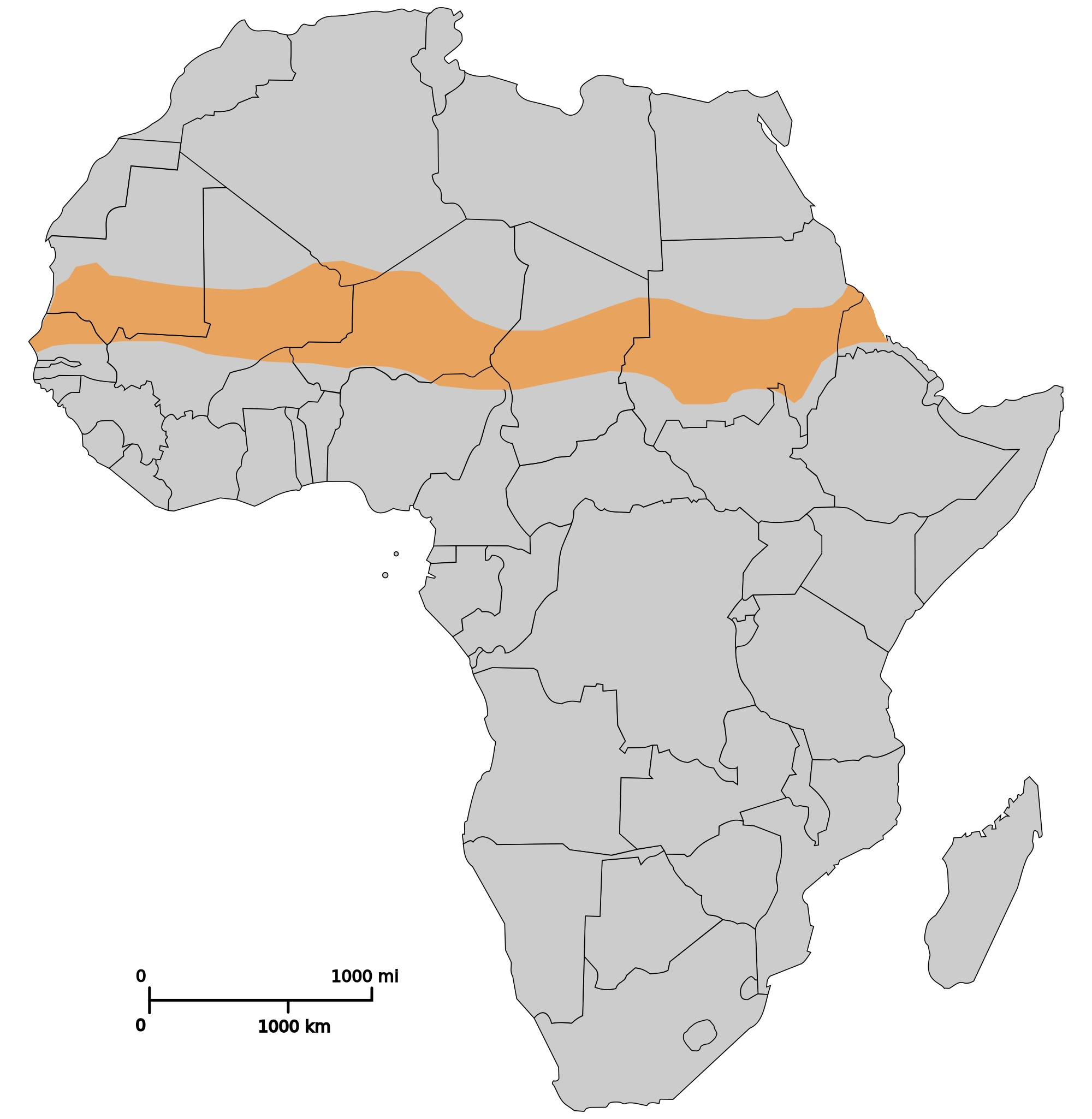
Sahel zobrazený na mapě

Sahel je název území v severní Africe na jižním okraji Sahary, kterou odděluje od afrických tropických pralesů, resp. savan. Zahrnuje pás semiaridních travnatých pastvin (stepí a savan), táhnoucích se tisíce kilometrů napříč kontinentem podél 13. rovnoběžky (od 12. po 18. stupeň severní zeměpisné šířky) od západu k východu, na území Mauritánie, Senegalu, Mali, Burkiny Faso, Nigeru, Čadu, Súdánu a Eritreje. Území se vyznačuje mimořádně horkým a suchým klimatem. Probíhá zde také projekt Velké zelené zdi, který má zabránit pokračujícímu procesu rozšiřování pouště.

## Původ slova
Výraz „Sahel“ pochází z arabského slova „sáhil“, to je pobřeží, což znamená okraj pevniny, velkého počátku a definitivního konce.

## Klima a vegetace
Je zde suché podnebí, ročně naprší přibližně 250 mm, a to v pravidelných až 3 měsíce trvajících obdobích dešťů (nejčastěji letní měsíce). Suchomilná vegetace řídkých savan umožňuje pastevní chov dobytka. V důsledku katastrofálního sucha, které na přelomu 60. a 70. let 20. století zasáhlo Sahel (sucho v období let 1968–1974 si vyžádalo půl miliónu obětí), se zhoršily životní podmínky v této oblasti. Pro Sahel byl vypracován dlouhodobý plán rozvoje ve spolupráci států Sahelu a mezinárodních organizací (Africká unie, OSN). K dalším katastrofálním suchům zde došlo v obdobích 1639–1643, 1738–1756 a v letech 1913 a 1984.
V přechodné zóně na okraji Sahary kolísá roční úhrn dešťových srážek od 150 mm na severu až po 610 mm na vlhčím jihu. V důsledku ohřívání oceánů od počátků 20. století se pozměnilo schéma srážek. Od 60. let 20. století se Sahel přesunul jižně a zůstala zde vyprahlá plocha. Plochy zeleně vyschly a stáda dobytka se neměla kde pást. Oblast dešťů dnes nesahá tak daleko na sever, jako v letech 1930–1960. Zmizením vegetace na severu Sahelu se začaly objevovat rozsáhlé písečné duny. Tyto duny pronikly až do některých vesnic. V důsledku globálního oteplování vědci předpokládají, že dešťové srážky budou méně časté a spolehlivé, nelze ale ani vyloučit, že se v různou dobu a na různých místech budou objevovat prudké i mírné deště.

## Bezpečnostní situace
V oblasti západního Sahelu operuje několik teroristických organizací, například Al-Káida v islámském Maghrebu a Nusrat al-Islám; spekuluje se také o přítomnosti Islámského státu a o napojení na skupinu Boko Haram. K dalším organizacím patří Islámský stát v regionu Sahary (ISGS), Ansar Dine s napojením na al-Káidu společně s přidruženou skupinou Katiba Macina, převážně v Burkině Faso působící Ansarul Islam a několik dalších místních ozbrojených skupin. Některé skupiny se do oblasti pravděpodobně stáhly po pádu libyjského vůdce Muammara Kaddáfího v roce 2011. Organizace rekrutují nové mladé členy z řad zdejšího extrémně chudého obyvatelstva (státy Sahelu patří k nejméně rozvinutým na světě) a na obrovském území provádějí bombové útoky – k největším patřil útok v Čadu, při němž v březnu 2020 zemřelo více než 90 vojáků. Epicentrem činnosti teroristických skupin je styk hranic Mali, Nigeru a Burkiny Faso, některá území Čadu a oblast východní Mauritánie. Skupiny svou činnost financují z nelegální těžby zlata, dále z výnosů z obchodu s lidmi, zbraněmi a drogami.
Útoky si vyžádaly přibližně 10 000 mrtvých (počet obětí se meziročně zvyšuje) a své domovy muselo opustit přes milion lidí. Nestabilní bezpečnostní situace v oblasti má dále za následek pokračující migraci místních obyvatel do Evropy (přes území Libye nebo ze západoafrických přístavů kolem pobřeží Maroka).
V roce 2014 byla založena skupina G5 Sahel, společná platforma pěti zemí západního Sahelu (Burkina Faso, Čad, Mali, Mauritánie, Niger) pro koordinaci společného postupu při řešení situace v oblasti. V témže roce byla také zahájena operace Barkhane, v jejímž rámci v regionu operuje více než 5000 francouzských vojáků (země G5 Sahel jsou vesměs bývalé francouzské kolonie a ve většině případů nástupnické státy Francouzské Západní Afriky); součástí mise jsou také estonští vojáci a v lednu 2020 bylo rozhodnuto o zapojení přibližně 60 českých vojáků.

## Obyvatelstvo
Sahel obývá velké množství etnických skupin – například Bambarové, Fulbové, Arabové, Tuaregové, Bantuové – a nachází se zde množství jazyků v rozličných dialektech. V náboženské oblasti vládne islám (většinově sunnitský, ale silné zastoupení má v zemích jako Mali nebo Čad také bezkonfesijní islám). Při jižním okraji Sahelu podle afrikanisty Ondřeje Havelky stále existuje nemálo tradičních afrických náboženství, například vodun, serer, bori nebo juju a jejich synkretismů s islámem a křesťanstvím. Tamější islám bývá vzhledem k inklinaci k synkretismům nazýván Black Islam. Známí jsou také sahelští dervíšové nebo muslimští předáci nazývaní marabuti, kteří jsou zároveň kněžími tradičního náboženství.